# 王立平
王立平（1941年8月5日—），男，滿族，吉林長春人，中國作曲家，一級作曲，享受政府特殊津貼。中國電影樂團藝術指導，愛好音樂、文學、攝影。中国民主促进会会员。大學本科學歷。

## 生平
1954年11月考入中央音樂學院少年班主修鋼琴。1965年畢業於中央音樂學院作曲系。
1968年下放天津葛沽八一農場勞動四年半。1973年在中央新聞紀錄電影製片廠開始從事專業作曲。1978年为纪录片《潜海姑娘》作曲，在中国内地的电影音乐中首次使用了钢棒吉他。
1979年調入北京電影樂團（今中国电影乐团）從事電影電視音樂作曲。1979年，他為電視片《哈爾濱的夏天》作詞作曲的插曲《太陽島上》風靡全國，一夜成名。後為1987年播出的電視連續劇《紅樓夢》作曲。
1984年任中国电影乐团团长。1985年任中國音樂家協會書記處書記並開始從事音樂著作權保護，多年來為推動著作權法的制定、實施和完善，作了大量工作。領導創建了中国内地第一個著作權集體管理組織——中國音樂著作權協會。
1992年当选中国音乐文学学会副会长，连任至今；1992年当选中国电影音乐学会会长；1993年任中國音樂著作權協會主席；1993年改任中國電影樂團藝術指導。1999年当选中国音乐家协会副主席，2004年连任中国音乐家协会副主席。
2008年担任《中国学院奖年鉴》主编。

## 社会兼职
1988年任第七屆全國政協委員。1993年當選為第八屆全國人大代表。1994年任全國人大民族委員會委員。1998年当选第九届全国政协常務委員。2003年當選為第十屆全國人民代表大會常務委員會委員、全國人民代表大會民族委員會副主任委員。2008年当选为第十一届全国政协委员常務委員。
1995年加入中國民主促進會並當選為中央常委；1997年當選為中国民主促进会中央委员会副主席；2000年任中国民主促进会中央专职副主席。
中國音樂家協會副主席、中國音樂著作權協會主席、中國電影音樂學會名譽會長、中國音樂文學學會副会长、中國文學藝術界聯合會第六屆全國委員會委員、中國版權研究會常務理事、中國電影家協會理事、中國國際文化交流中心理事、中國攝影家協會理事及權益保障委員會主任、中國作家協會會員、中國電影樂團終身藝術指導，中华民族文化促进会副主席。

## 荣誉
- 2000年任中國電影樂團终身藝術指導
- 2007年被聘为中央文史研究馆館員

## 言论
王立平将自己对《红楼梦》的情感描述为“一朝入梦，终生不醒”，为1987年《红楼梦》电视剧的音乐创作已耗尽才华，不会为2010年电视剧《红楼梦》写谱。并表示对于《红楼梦》这部巨作自然会有不同的人去解读，翻拍电视剧也是很正常的。

## 艺术成就
多年來創作了大量影視音樂作品，具有濃厚的民族風格和鮮明的個性，且詞曲兼長。所創作的許多歌曲優美動聽、情深意切，富於哲理和文化品味，雅俗共賞，廣為流傳，經久不衰。王立平還是一位有影響的攝影家，曾在“四五運動”中拍攝了大量珍貴的歷史鏡頭。其中《讓我們的血流在一起》獲中國文聯、中國攝影家協會共同頒發的“四五運動優秀攝影作品一等獎”和中國攝影家協會頒發的“四十年攝影藝術展覽優秀作品獎”。還有許多其他優秀作品發表、參展和獲獎。王立平是“四月影會”、“自然社會人藝術攝影展”、“中國現代攝影沙龍”等攝影團體及影展的發起人和組織者之一。

## 主要作品
1. 纪錄電影音樂：《潛海姑娘》《鴿子》《海港之歌》《周恩來總理永垂不朽》 （合作）《揚眉劍出鞘》《銀球飛舞》《友誼花開》（以上兩首與李海暉合作，均爲紀錄電影《亞非拉乒乓球賽》插曲）等。
2. 故事片音樂：《戴手銬的旅客》《少林寺》（香港）《潛網》《第三個被謀殺者》《誘捕以後》《夕照街》《武林志》《蘇魯國王與中國皇帝》《琴思》《殘月》《見習律師》《來了個男子漢》《人生沒有單行道》《黑色狂人》《螢屏奇遇》《黑太陽731》（香港）《她從臺北來》（香港）《晚清風雲》（上、中、下，香港）《香魂女》等。
3. 電視片音樂：《哈爾濱的夏天》《太行豐碑》《萬里長城》《力挽狂瀾》 《生命科學探索》《中華文化之光》等。
4. 電視連續劇音樂：《红楼梦》《聊齋》《徐悲鴻》《李大釗》《閱微驚魂》《花木蘭》《火燒阿房宮》等。
5. 話劇、廣播劇音樂：《未來在招喚》《紅樓夢》《綠色克隆馬》等。
6. 歌曲：《太陽島上》《浪花裡飛出歡樂的歌》《駝鈴》《少林寺》《牧羊曲》《大海啊故鄉》《太行頌》《飛吧，鴿子》《大連好》《江河萬古流》《紅葉情》《枉凝眉》[5]《紅豆曲》《葬花吟》《說聊齋》《北京交通大学校歌》[6]等。
7. 歌曲新作《血緣》和《世界在歌聲中聽到了你》分別在中宣部設立"社會主義精神文明建設五個一工程歌曲獎"以來的兩屆全國評獎中獲獎。